# Hyacinthe Deleplace
Hyacinthe Deleplace (* 25. Juni 1989 in Villeurbanne) ist ein sehbehinderter französischer paralympischer Leichtathlet und Alpinskifahrer. Er tritt in der Startklasse B 2 an.

## Karriere
Hyacinthe Deleplace begann seine Sportkarriere als Leichtathlet. 2007 wurde er in Colorado Springs (USA) Para-Juniorenweltmeister über 100 und 400 Meter. Bei den Weltmeisterschaften 2013 in Lyon gewann er Bronze über 400 Meter und in der 4-mal-100-Meter-Staffel.
Bei den Winter-Paralympics 2022 in Peking, China, gewann er die Bronzemedaille bei der Abfahrt. Im Jahr 2022 gewann er bei den Weltmeisterschaften 2021 in Lillehammer, Norwegen die Goldmedaille in der Abfahrt, in der Super-Kombination und im Super-G sowie Bronze im Riesenslalom. Bei den Weltmeisterschaften 2023 in Espot, Spanien erreichte er Silber im Super-G.